# Steinbach (Eichsfeld)
Steinbach település Németországban, azon belül Türingiában. Lakosainak száma 542 fő (2023. december 31.).

## Népesség
A település népességének változása:
| Lakosok száma | 541  | 548  | 526  | 529  | 542  |
|               | 2017 | 2019 | 2021 | 2022 | 2023 |